# Kleinfeltersville
Kleinfeltersville è un'area non incorporata della contea di Lebanon, nello stato della Pennsylvania (USA). 
Kleinfeltersville è uno dei più lunghi nomi di località, non comprendenti un trattino di unione, degli Stati Uniti d'America riconosciuto dall'Ufficio dei Nomi Geografici degli Stati Uniti. Con i suoi 17 caratteri è equiparato a  Mooselookmeguntic del Maine, contea di Franklin.
Il suo codice postale è 17039 ed il suo nome è quello più lungo, di una sola parola, assegnato ad un Ufficio postale degli Stati Uniti.
Si trova sul luogo ove sorse la Kleinfeltersville Hotel and Tavern, costruita prima dell'inizio della guerra di secessione americana.